# Canthophorus melanopterus
Canthophorus melanopterus, auch Schwarzflügelige Erdwanze genannt, ist eine Wanze aus der Familie der Erdwanzen (Cydnidae).

## Merkmale
Die Wanzen werden 6,0 bis 8,0 Millimeter lang. Sie sind Canthophorus impressus und der Blauschwarzen Erdwanze (Canthophorus dubius) sehr ähnlich. Von diesen Arten können sie anhand ihrer Genitalmorphologie und der Farbe der Membrane der Hemielytren unterschieden werden. Die Membrane ist anders als bei den ähnlichen Arten nicht weißlich, sondern schwarzbraun gefärbt. Die Nymphen haben wie auch bei den ähnlichen Arten einen dunkelrot gefärbten Hinterleib. Kurz nach der Häutung zum adulten Insekt sind die Wanzen noch weiterhin so gefärbt und dunkeln erst nach einiger Zeit aus.

## Verbreitung und Lebensweise
Die Art ist im Mittelmeerraum und östlich der Alpen bis ins Wiener Becken, nach Tschechien und auch in Nordtirol verbreitet, wo die Art erstmals 1980 von Gerhard Schuster am Kaunerberg im Oberinntal an Leinblatt nachgewiesen wurde. Die seltene Art fehlt in Deutschland. Man kann die Wanzen häufig zahlreich an Sandelholzgewächsen (Santalaceae) wie Leinblatt (Thesium) und Osyris alba beobachten. Ihre Lebensweise ist ähnlich der von Canthophorus impressus und Canthophorus dubius.

## Belege